# Christian Skrzyposzek
Christian Skrzyposzek (ur. 14 września 1943 w Chorzowie , zm. 10 maja 1999 w Berlinie) – polski prozaik, dramaturg i eseista.
Pochodził z Chorzowa. Wyemigrował z Polski w 1969 roku  po marcu 1968. Od roku 1969 do śmierci mieszkał w RFN, wyjechał po problemach z peerelowską cenzurą. 
Autor powieści: Wolna Trybuna (1983 ) i Mojra (1996 ), dramatów. Wolna Trybuna ukazała się najpierw w przekładach niemieckim i holenderskim, potem w niewielkim nakładzie po polsku w wydawnictwie Pogląd w Berlinie. Pierwsze wydanie w Polsce miało miejsce w 1999 roku. Jest to satyra na PRL, nie stroniąca od wulgaryzmów.
Pisarz popełnił samobójstwo  z powodu przewlekłej choroby neurologicznej.